# Alopochen kervazoi
Alopochen kervazoi е изчезнал вид птица от семейство Патицови (Anatidae).

## Разпространение
Видът е разпространен в Реюнион.